# ساختمان مرکز تحقیقات کشاورزی
ساختمان مرکز تحقیقات کشاورزی مربوط به دوره قاجار است و در ایلام، خیابان آیت الله حیدری، بالاتر از میدان کشوری واقع شده و این اثر در تاریخ ۱ شهریور ۱۳۷۵ با شمارهٔ ثبت ۱۷۵۰ به‌عنوان یکی از آثار ملی ایران به ثبت رسیده است.